# Exotisk konst och konsthantverk

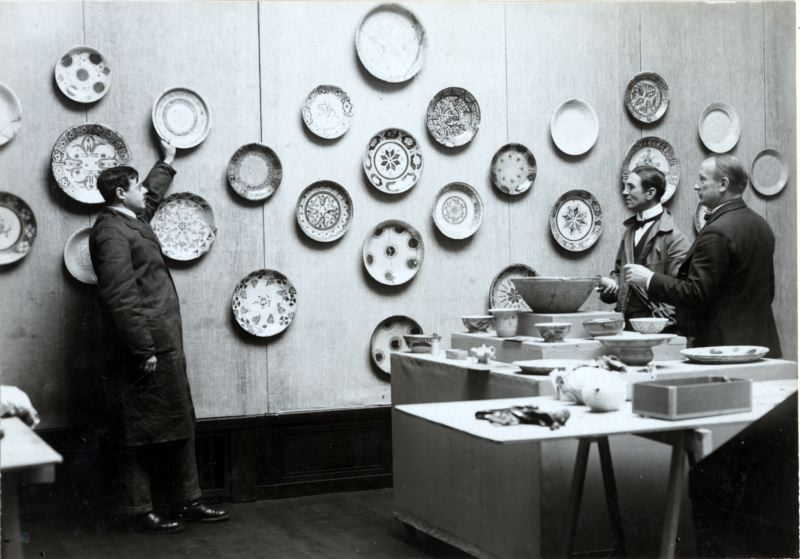
Interiörbild från utställningen Exotisk konst och konsthantverk: Gustaf Bolinder, Gerhard Lindblom och (troligen) Sven Strindberg arrangerar Fredrik Robert Martins samling i Centralasiatiska rummet.

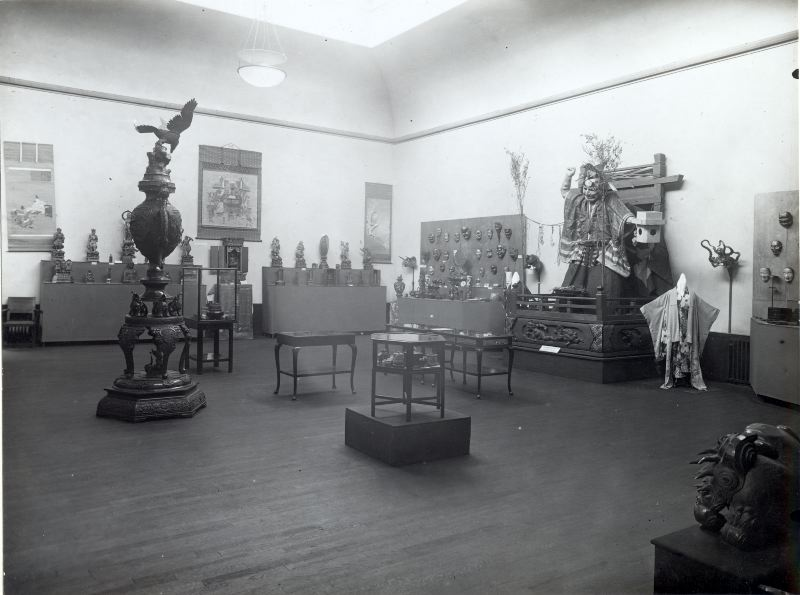
Interiörbild från utställningen Exotisk konst och konsthantverk.

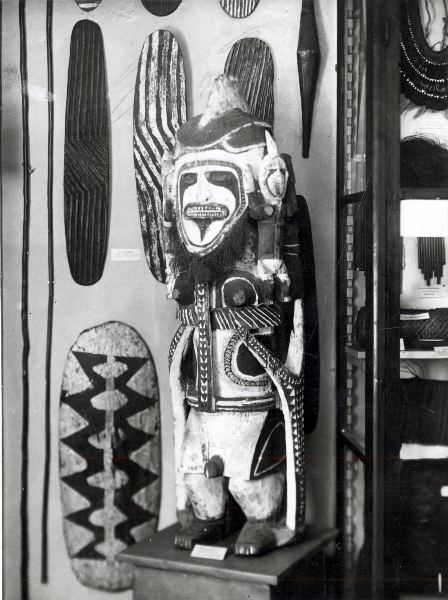
Interiörbild från utställningen Exotisk konst och konsthantverk.

Exotisk konst och konsthantverk var en större, publik utställning som arrangerades på Liljevalchs konsthall i Stockholm i januari 1927.
Initiativet kom från konsthallens chef Sven Strindberg och utställningen utformades i samarbete med Gerhard Lindblom och hans medarbetare vid Etnografiska avdelningen på Naturhistoriska riksmuseet. Det uttalade syftet med utställningen var att visa fram föremål ur de etnografiska samlingarna som konstobjekt, och presentationen gjorde därför avsteg från den vid tiden vanliga indelningen i kulturområden enligt etnografisk systematik. De utställda föremålen – i huvudsak träskulptur, metall, textil och keramik – hade alltså valts för att de var estetiskt tilltalande. Man hoppades också att utställningen skulle fungera som inspiration för svenska konstnärer och konsthantverkare. En kortfattad vägledning utarbetades till utställningen, där man kan se en planritning över lokalen med rubriker för de olika salarna, till exempel Beninkonsten, Keramik från Perus kustland, Javansk teater, Japanska skådespelarmasker och Konst vid Sepikfloden, Nya Guinea.
Ett ytterligare syfte med utställningen var "agitatoriskt", att väcka intresse för en permanent lösning för ett nationellt etnograﬁskt museum i Sverige. Det målet uppnåddes några år senare (1930) då Etnografiska museet fick egna lokaler på Gärdet i Stockholm. Föremålen från utställningen av exotisk konst och konsthantverk ingår idag i samlingarna på Statens museer för världskultur.
Utställningen fick fina omdömen i pressen. Den sågs under tre veckor av 16 000 besökare och Gerhard Lindblom var nöjd när han summerade insatsen: "Konstnärerna förklarade sig fått nyttiga impulser av den, den stora allmänheten fick säkerligen ett större intresse och en ökad förståelse för den allmänna etnografien. Riksmuseets Etnografiska avdelning fick sin byggnadsfråga gjord mera aktuell i det allmänna medvetandet än den varit på länge."